# Dwór Witczaków w Jastrzębiu-Zdroju
Dwór Witczaków w Jastrzębiu-Zdroju, znany potocznie jako Dwór na Mendowcu – posiadłość ziemska wybudowana w stylu późnego klasycyzmu w drugiej połowie XVIII wieku. Obiekt znajduje się w granicach Jastrzębia-Zdroju, na historycznych terenach Jastrzębia Dolnego.

## Historia
Budowę dworu rozpoczęto w drugiej połowie XVIII wieku. Dariusz Mazur w jastrzębskiej encyklopedii historycznej opisuje specyfikację techniczną obiektu: Budowla parterowa, murowana, wzniesiona na planie prostokąta. Elewacja frontowa siedmioosiowa. Trzy osie środkowe stanowiły ryzalit podwyższony o piętro zakończone trójkątnym szczytem. Do ryzalitu dostawiono portyk o trzech arkadach, zamkniętych łukiem odcinkowym, z tarasem na piętrze. Do portyku prowadziły schody. Całość podpiwniczona. Okna na parterze i piętrze prostokątne, elewacje tynkowane. Całość nakrywał dach naczółkowy, kryty dachówką. Od zachodu dostawiona była przybudówka, zapewne późniejsza.
W 1858 roku posiadłość nabyła Anna von Stengel, od imienia której dwór zyskał nazwę „Annaruh” (niem. spokój Anny). Kolejnymi właścicielami majątku byli ziemianin Wincenty Wronowski i Robert Mende, od nazwiska którego przyjęła się nazwa „Mendowiec”. W 1920 roku Mende sprzedał dwór braciom Mikołajowi i Józefowi Witczakom, dzięki którym w okresie III powstania śląskiego mieściło się tu dowództwo i sztab Grupy „Południe” Wojsk Powstańczych.
Dwór pod zarządzaniem rodziny Witczaków zyskał sławę cenionej rezydencji, odwiedzanej przez elitę II Rzeczypospolitej. Witczakowie gościli w nim m.in. Ignacego Mościckiego, Michała Grażyńskiego czy Melchiora Wańkowicza.
Po zakończeniu II wojny światowej obiekt został przejęty przez władze Polskiej Rzeczypospolitej Ludowej; uruchomiono w nim rozlewnię wody mineralnej. Obecnie dwór jest własnością prywatną, z uwagi na zły stan techniczny i brak prac renowacyjnych, popada w ruinę.